# Henri-Benjamin Presset
Henri-Benjamin Presset, né le 13 décembre 1824 à Môtier (originaire du même lieu) et mort le 24 avril 1859 à Fribourg, est une personnalité politique suisse, membre du Parti radical-démocratique.
Il est membre du Conseil national de 1851 à 1853 et du Conseil d'État du canton de Fribourg de 1854 à 1857.

## Source
- Georges Andrey, John Clerc, Jean-Pierre Dorand et Nicolas Gex, Le Conseil d’État fribourgeois : 1848-2011 : son histoire, son organisation, ses membres, Fribourg, Éditions La Sarine, 2012, 143 p. (ISBN 978-2-88355-153-4, lire en ligne), p. 35